# Neonitocris plicata
Neonitocris plicata là một loài bọ cánh cứng trong họ Cerambycidae.